# Jonathan Bachini
Jonathan Bachini (Livorno, Provincia de Livorno, Italia, 5 de junio de 1975) es un exfutbolista italiano. Se desempeñaba en la posición de centrocampista.
Fue suspendido de por vida por la actividad en un reincidente en la positividad de la cocaína en las pruebas antidopaje después Lazio-Brescia el 23 de septiembre de 2004 y después de Lazio v Siena el 4 de diciembre de 2005.

## Selección nacional
Fue internacional con la selección de fútbol de Italia en 2 ocasiones. Debutó el 10 de octubre de 1998, en un encuentro válido por las eliminatorias para la Eurocopa 2000 ante la selección de Suiza que finalizó con marcador de 2-0 a favor de los italianos.

## Clubes
| Club               | País   | Año       |
| ------------------ | ------ | --------- |
| Udinese Calcio     | Italia | 1992-1994 |
| Alessandria Calcio | Italia | 1994-1995 |
| Juve Stabia        | Italia | 1995-1996 |
| U. S. Lecce        | Italia | 1996-1997 |
| Udinese Calcio     | Italia | 1997-1999 |
| Juventus F. C.     | Italia | 1999-2001 |
| Brescia Calcio     | Italia | 2001      |
| Parma F. C.        | Italia | 2001      |
| Brescia Calcio     | Italia | 2001-2005 |
| A. C. Siena        | Italia | 2005      |